# Johannes-Bobrowski-Gesellschaft
Die Johannes-Bobrowski-Gesellschaft e.V. (JBG) ist eine internationale literarische Vereinigung, die sich mit Leben und Werk des Schriftstellers Johannes Bobrowski befasst. Sie ist als gemeinnütziger Verein eingetragen und hat ihren Sitz in Berlin. 

## Geschichte der JBG
Die Johannes-Bobrowski-Gesellschaft wurde am 9. Dezember 2000 in Berlin gegründet. Zu den Gründungsmitgliedern gehörten u. a. der Verleger Klaus Wagenbach und der Schriftsteller Ingo Schulze. Derzeitiger Vorsitzender der Gesellschaft ist der Dramaturg und Publizist Klaus Völker, dem Vorstand gehören weitere sechs Personen an. Die JBG zählt weltweit rund 130 Mitglieder (Stand 2018) und ist Mitglied in der Arbeitsgemeinschaft Literarischer Gesellschaften und Gedenkstätten (ALG). 

## Ziele und Aufgaben
Die Gesellschaft sieht sich der Pflege und Verbreitung des Werks von Johannes Bobrowski verpflichtet. In der Selbstdarstellung der JBG heißt es:

„Die Gesellschaft will die Erinnerung an den deutschen Lyriker und Erzähler Johannes Bobrowski (Tilsit 1917 – Berlin 1965) bewahren und dazu beitragen, sein Werk zu verbreiten und dessen Verständnis zu vertiefen. Sie ist der völkerverbindenden Intention seines Schreibens und der Förderung der deutschen Literatur der fünfziger und sechziger Jahre des vergangenen Jahrhunderts verpflichtet.“

Die Gesellschaft richtet Tagungen, Lesungen, Vorträge und andere Veranstaltungen aus.